# Australiens Grand Prix 2006
Australiens Grand Prix 2006 var det tredje av 18 lopp ingående i formel 1-VM 2006.

## Rapport
Loppet inleddes med ett antal kollisioner vilket medförde att säkerhetsbilen kom ut och samlade ihop fältet under de tre första varven. När loppet återstartades hade Jenson Button, som då ledde loppet, dåligt fäste varför han tidigt blev omkörd av Fernando Alonso, vilken sedan relativt enkelt kunde vinna loppet. 

## Resultat
1. Fernando Alonso, Renault, 10 poäng
2. Kimi Räikkönen, McLaren-Mercedes, 8
3. Ralf Schumacher, Toyota, 6
4. Nick Heidfeld, BMW, 5
5. Giancarlo Fisichella, Renault, 4
6. Jacques Villeneuve, BMW, 3
7. Rubens Barrichello, Honda, 2
8. David Coulthard, Red Bull-Ferrari, 1
9. Jenson Button, Honda (varv 56, motor)
10. Christijan Albers, MF1-Toyota
11. Scott Speed, Toro Rosso-Cosworth
12. Takuma Sato, Super Aguri-Honda
13. Yuji Ide, Super Aguri-Honda

### Förare som bröt loppet
- Juan Pablo Montoya, McLaren-Mercedes (varv 46, elsystem)
- Tiago Monteiro, MF1-Toyota (39, mekaniskt fel)
- Vitantonio Liuzzi, Toro Rosso-Cosworth (37, olycka)
- Michael Schumacher, Ferrari (32, olycka)
- Mark Webber, Williams-Cosworth (22, transmission)
- Christian Klien, Red Bull-Ferrari (4, olycka)
- Jarno Trulli, Toyota (0, olycka)
- Nico Rosberg, Williams-Cosworth (0, olycksskada)
- Felipe Massa, Ferrari (0, olycka)